# Камены
Камены (Camenae, древняя форма casmenae) — древнеиталийские божества, обитавшие в источниках, родниках и ручьях у храма Весты. Богини источников и покровительницы рожениц, а также искусств.
В роли божеств колодцев и фонтанов аналогичны древнегреческим кренаям.
Каменам была посвящена роща у Рима. Там находился источник, доступ к которому (на одном из этапов существования культа) имели только весталки.
В число камен входят:
- Кармента — в честь её проводился праздник Карменталии (Carmentalia), в котором главным образом участвовали женщины. О связи камен с источниками говорит то, что в этот праздник проводился особый ритуал наполнения сосудов весталками, водой из почитаемого источника.
- Антеворта (ведающая о будущем) — спутница (иногда сестра) Карменты. Отвечала за предсказания будущего. Известна также, как Поррима. В астрономии эти имена иногда носит звезда Гамма Девы.
- Постворта (ведающая о прошлом)[2] отвечала за прошлое. Известна также под именем Прорса. У древних римлян существовало поверье, что при обычном рождении ребенка (головой вперед) присутствовала Поррима, а если ребенок рождался ногами вперёд, то Прорса.
- Эгерия — нимфа воды, прорицательница. Роща, где с ней встречался её супруг Нума Помпилий, была позже посвящена каменам. В роще находился источник, в который согласно мифу превратилась Эгерия (или сама, растаяв в слезах, или волею Дианы). Когда этот источник облагородили и обложили разноцветным мрамором и мозаикой, об этом с сожалением сообщает Ювенал, считая природный облик источника («когда мрамор не осквернил родной камень») более естественным.

Антеворта и Постворта иногда рассматриваются как аспекты Карменты (смотрящей в прошлое и будущее, наподобие двуликого Януса), но в более позднее время они в любом случае приобретают характер самостоятельных существ, к которым могли обращаться за помощью. Изображались как спутницы Карменты.

### Камены как музы
Название, которое допускает связь лишь со словом carmen — песня, заговор, изречение, — как и имя богини Карменты, указывает на веру в прорицательную силу источников. К каменам принадлежала Эгерия, по преданию, дававшая мудрые советы Нуме Помпилию. Покровительницы искусств. Ливий Андроник, переводя на латынь «Одиссею», перенёс название камены и на греческих муз (те тоже первоначально были божествами источников).
Гораций в своих «Одах» называет поэтическое вдохновение «мягким дыханием греческой Камены» (spiritum Graiae tenuem Camenae).
Восприятие камен меняется от олицетворений источников и сугубо женских божеств к приравниванию их к древнегреческим музам одновременно с ростом популярности древнегреческой культуры и мифологии в Древнем Риме.